# Estado Islâmico do Afeganistão
O Estado Islâmico do Afeganistão (em persa: دولت اسلامی افغانستان, Dowlat-e Eslami-ye Afghanestan) foi o Afeganistão após a queda do regime comunista, a República Democrática do Afeganistão, em 1992. O país, durante a vigência deste regime, atravessou o período mais confuso da sua história: em 1993 houve pelo menos três governos em Cabul e as bandeiras oficiais do país, embora algumas diferiram apenas em alguns detalhes, foram intermináveis.
Após desarmar os civis (armados pelas organizações de massa do antigo regime) e concentrar as armas nas milícias dos senhores da guerra, o Estado Islâmico foi caracterizado pelas lutas contínuas e a fragmentação do país, bem como pela proliferação do cultivo e do tráfico de ópio, pela prostituição, pela destruição cultural, e até tráfico de órgãos dos pobres locais (que eram vendidos no exterior).
Em 1996, o país foi renomeado para Emirado Islâmico do Afeganistão pelo Talibã, após tomar o controle da maioria do país, que foi, no entanto, reconhecido apenas pela Arábia Saudita e Paquistão. A Frente Unida (Frente Islâmica Unida para a Salvação do Afeganistão - FIUSA), conhecida no Ocidente como Aliança do Norte, foi criada pelo Estado Islâmico do Afeganistão no mesmo ano. Em geral, a existência do Estado Islâmico do Afeganistão tem sido caracterizada por uma grotesca guerra civil entre as diferentes facções dos Mujahidins e as ideologias políticas mais diversas, e que durante a invasão soviética estavam unidas apenas pelo ódio aos comunistas. O Estado Islâmico foi expulso de Cabul, mas continuou a ser o representante legítimo do Afeganistão nas Nações Unidas até 2001, quando se tornou a República Islâmica do Afeganistão e uma administração interina afegã assumiu o controle do Afeganistão com ajuda dos estadunidenses e da OTAN.